# معركة موخيسي
دارت معركة موخيسي بين جيوش مملكة كارتلي وإمارة غوريا في منطقة موخيسي التي تقع في وسط جورجيا الحالية عام 1520 وانتهت بانتصار غوريا ثم بعقد اتفاقية سلام.

## التاريخ
قاد جورج الثاني من كاخيتي سلسلة من الغارات الفاشلة على جاره الغربي من مملكة كارتلي التي يحكمها فرع منافس من باغراتيون.
في عام 1513 تم أسره ووضعه في السجن، بينما استولى داوود العاشر من كارتلي على مملكته. أخذ ليفان وريث جورج النبلاء المخلصين إلى الجبال وظلوا هناك سراً حتى عام 1518، عندما استفادوا من غزو كارتلي من قبل الشاه الصفوي إسماعيل الأول ، وأعلنوا ليفان ملكًا على كاخيتي. قاد ديفيد العاشر جيشه ضد كاخيتي، لكنه فشل في الاستيلاء على ليفان وانسحب.
في عام 1520،اتصل ليفان ملك كاخيتي بماميا الأول غوريلي، وطلب منه الزواج من ابنته إلى نفسه وفي المقابل سيقوم بمساعدة الملك في مواجهة انتهاكات الملك داود العاشر ملك كارتلي.
قام الأمير ماميا بعد أن أمّن لقواته ممرًا مجانيًا من أتابك سامتسخي حيث اجتاز جبل غادو وتقدم إلى كارتلي وهزم داوود العاشر في موخيسي.
عاد الأخير إلى عاصمته تبليسي وكان يقوم بشن هجوم مضاد حيث أقنع أحد الوجهاء الذي أرسله غوريلي من أجل المناورة بحث الملك بالانضمام إلى ماميا وليفان من كاخيتي في قمة سلام في موخراني.
بعد اتفاق السلام أرسل ماميا ابنته تيناتين للزواج من ليفان. 